# Вяльбе, Урмас
Урмас Унович Вяльбе (эст. Urmas Välbe; род. 8 ноября 1966, Антсла, Вырумаа) — эстонский лыжник. Участник Олимпийских игр 1992 и 1994 года. Мастер спорта СССР.

## Биография
Заниматься лыжным спортом начал в 1981 году в таллинском лыжном клубе. Двукратный серебряный призёр чемпионата СССР (1989, 1990) в эстафете 4х10 км.
Участник Олимпийских игр 1992 года в Альбервиле и игр 1994 года в Лиллехаммере.
Чемпион Европы 1992 года по лыжероллерам в индивидуальной гонке на 28 километров и бронзовый призёр в командном зачёте. Многократный чемпион и призёр чемпионатов Эстонии по лыжным гонкам. Помимо этого, становился бронзовым призёром чемпионата Эстонии в слаломе (1997) и дважды бронзовым призёром в маунтинбайке (1997, 2000).
С 1999 по 2011 год — специалист по техническому обслуживанию сборной Эстонии. С 2011 по 2022 год — старший сервисмен сборной России.

## Личная жизнь
Первым браком был женат на российской лыжнице Елене Вяльбе (дев. Трубицына; род. 1968). После развода Елена сохранила фамилию мужа. Общий сын — Франц Вяльбе (р. 1987), внуки: Ангелина (р. 2011) — актриса и Даниил (р. 2016) — футболист, игрок команды «Спартак Юниор Истра».
Также есть дочь и сын от последующих отношений.

## Результаты выступлений
| Соревнование                 | Место проведения      | Спорт        | Дисциплина                | Занятое место | Время     |
| ---------------------------- | --------------------- | ------------ | ------------------------- | ------------- | --------- |
| Зимние Олимпийские игры 1992 | Альбервиль, Франция   | лыжные гонки | 10 км классическим стилем | 28            | 30:20.1   |
| Зимние Олимпийские игры 1992 | Альбервиль, Франция   | лыжные гонки | 30 км классическим стилем | 33            | 1-29:44.3 |
| Зимние Олимпийские игры 1992 | Альбервиль, Франция   | лыжные гонки | гонка преследования 15 км | 41            | 43:38.4   |
| Зимние Олимпийские игры 1992 | Альбервиль, Франция   | лыжные гонки | эстафета 4×10 км          | 10            | 27:26.0   |
| Зимние Олимпийские игры 1994 | Лиллехаммер, Норвегия | лыжные гонки | 10 км классическим стилем | 42            | 26:58.4   |
| Зимние Олимпийские игры 1994 | Лиллехаммер, Норвегия | лыжные гонки | 30 км классическим стилем | 41            | 1-21:02.5 |
| Зимние Олимпийские игры 1994 | Лиллехаммер, Норвегия | лыжные гонки | гонка преследования 15 км | DNF           | —         |